# Adam Siemion
Adam Siemion (ur. 10 marca 1981) – polski aktor dziecięcy.

## Filmografia
- 1990: Korczak – jako Abramek, wychowanek Korczaka
- 1991: Rozmowy kontrolowane – jako Maciek, syn działaczy „Solidarności” ukrywających Ochódzkiego
- 1992: Aby do świtu... – jako Marcin, syn Romana (odc. 16)
- 1992: Wszystko, co najważniejsze – jako Andrzej Wat
- 1992: Pamiętnik znaleziony w garbie – jako Mały Janek
- 1993: Czterdziestolatek. 20 lat później – jako Wojtek, wnuk Karwowskich
- 1993: Lista Schindlera – jako Adam Levy
- 1993: Plecak pełen przygód – jako Matti
- 1994: Ptaszka – jako Łukasz, brat Ptaszki
- 1994: Miasto prywatne – jako chłopiec oślepiony podczas napadu
- 1995: Pestka – jako syn Borysa
- 1996: Panna Nikt – jako Tadzio, brat Marysi
- 1996: Wirus – jako Piotruś
- 1997: Boża podszewka – jako Kostuś, brat Marysi (odc. 1)
- 1997: W krainie Władcy Smoków – jako Jez
- 1997–2013: Klan – jako chłopak w pubie
- 2001: Ela – jako Tomek
- 2004: Na dobre i na złe – jako posłaniec (odc. 189)
- 2004: Daleko od noszy – jako pacjent
- 2006–2007: Kopciuszek – jako Topol, kolega Doroty
- 2007: Kryminalni – jako Adrian Kubiś (odc. 74)
- 2007: Dwie strony medalu – jako diler narkotyków
- 2009: Popiełuszko. Wolność jest w nas – jako więzień-włamywacz
- 2009–2013: Popiełuszko. Wolność jest w nas – jako więzień-włamywacz

## Nagrody
- 1994 – Tarnowska Nagroda Filmowa (wyróżnienie pozaregulaminowe) za film Wszystko, co najważniejsze...